# Borok
Borok (en rus: Борок) és un poble de l'óblast de Vladímir, a Rússia, segons el cens del 2012 tenia 24 habitants. Pertany al districte municipal de Múrom.